# Анна Верблінська
Анна Катажина Верблінська (уроджена Баранська; народилася 14 травня 1984, Свідніца) — польська волейболістка, догравальник. Учасниця Олімпійських ігор 2008 року в Пекіні. Бронзова призерка континентальної першості. Віцечемпіонка Європейських ігор. Володарка Кубка Європейської конфедерації волейболу.

## Із біографії
З 1999 року займалася у групі підготовки клубу «Полонія» (Свідниця), яка виступала у другій лізі. У 2001 році перейшла до вроцлавської Гвардії. У складі дорослої команди двічі грала у фіналах Кубка Польщі (2002 і 2003 роках), а з колективом дівчат стала переможницею національної першості 2002 і бронзовою призеркою серед юніорів 2003. Потім захищала кольори клубів «Віняри» (Каліш), БКС, «Мушинянка» (Мушина) і «Хемік» (Полиці). У складі кожного колективу здобувала золоті нагороди чемпіонату Польщі.
У сезоні 2012/2013 її «Мушинянка» стала переможницею Кубка ЄКВ. Анна Верблінська за шість матчів набрала 78 очок, у тому числі 38 — у фінальних іграх проти стамбульського «Фенербахче».
Кольори національної збірної захищала з 2006 по 2016 рік. Учасниця Олімпіади-2008, чемпіонату світу 2010, чемпіонатів Європи (2009, 2015) розіграшів Всесвітнього гран-прі (2006, 2008, 2009, 2010, 2011, 2012) і Європейських ігор 2015 року. Всього провела 126 матчів.
У березні 2010 року брала участь у фотосесії для журналу «Playboy». Перша польська спортсменка на обкладинці цього видання. 
Молодша на два роки сестра Богуміла Пизелек виступала за команду «Імпель» з Вроцлава (2002—2014).

## Клуби

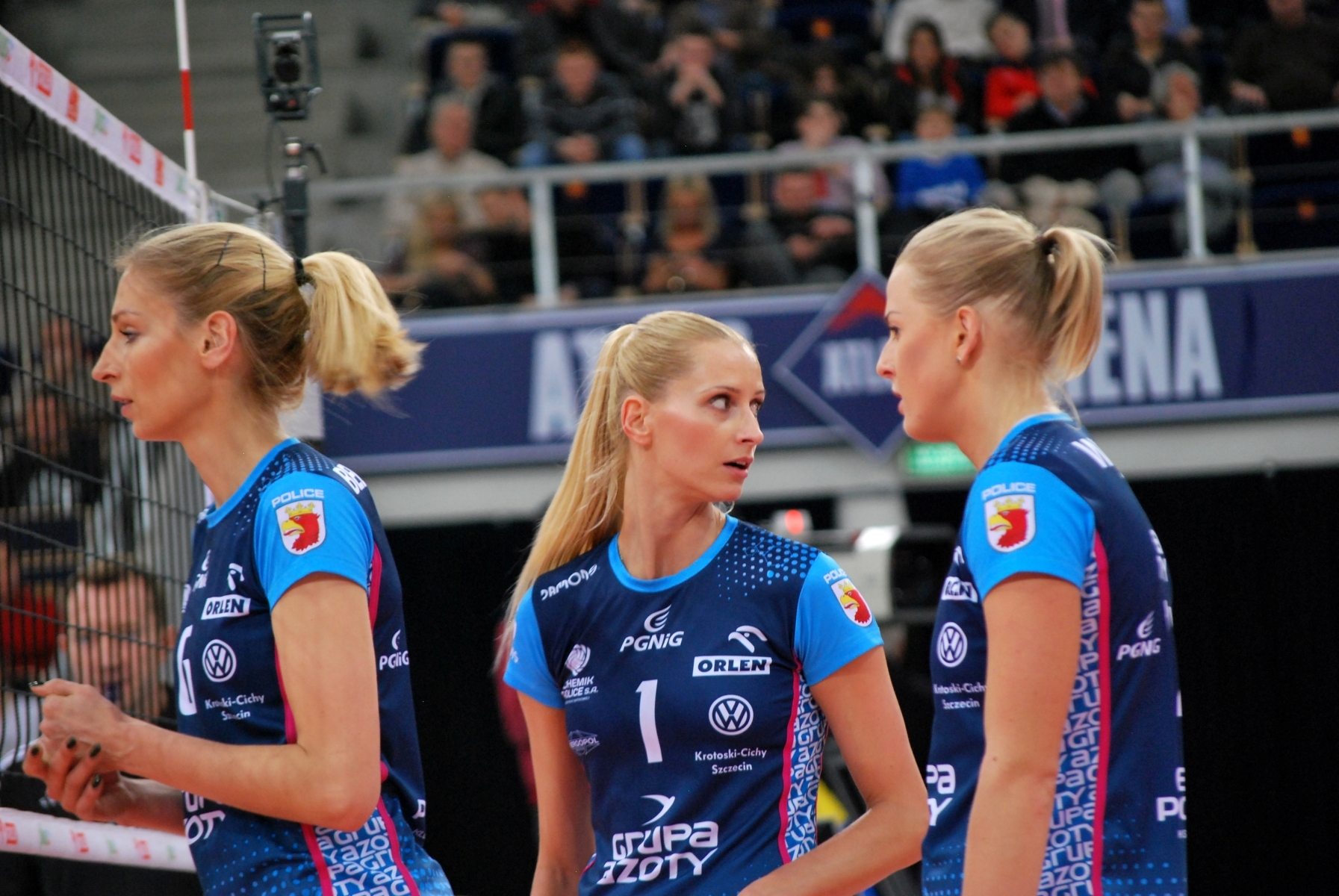
Агнешка Беднарек, Анна Верблінська і Йоанна Волош (2015).

| Роки      | Команди              |
| --------- | -------------------- |
| 2001–2005 | «Гвардія» (Вроцлав)  |
| 2005–2008 | «Віняри» (Каліш)     |
| 2008–2011 | БКС (Бельсько-Бяла)  |
| 2011–2013 | «Мушинянка» (Мушина) |
| 2013–2017 | «Хемік» (Полиці)     |

## Досягнення
Чемпіонат Європи 
- Третє місце (1): 2009

Європейські ігри
- Друге (1): 2015

Кубок ЄКВ 
- Перше місце (1): 2013

Чемпіонат Польщі
- Перше місце (6): 2007, 2010, 2014, 2015, 2016, 2017
- Друге місце (2): 2009, 2012
- Третє місце (4): 2006, 2008, 2011, 2013

Кубок Польщі
- Перше місце (5): 2007, 2009, 2014, 2016, 2017

Суперкубок Польщі 
- Перше місце (5): 2007, 2010, 2011, 2014, 2015

## Статистика
Статистика виступів на Олімпійських іграх:
| Рік  | Турнір           | Ігри | Сети | Очки | Ср.  | Місце | Примітки |
| ---- | ---------------- | ---- | ---- | ---- | ---- | ----- | -------- |
| 2008 | Олімпійські ігри | 5    | 8    | 9    | 1,13 | 9     |          |